# Teoria della comunicazione
La teoria della comunicazione è lo studio teorico sui fondamenti della trasmissione di segnali tra un sistema e un altro di uguale o diversa natura.

## Descrizione

### Definizioni
Comunicare, dal latino communis = che appartiene a tutti, significa propriamente condividere, "mettere qualcosa in comune con gli altri". L'atto della comunicazione ha infatti lo scopo di trasmettere a qualcuno informazioni e messaggi. È comunemente accettato tuttavia che "non è possibile non comunicare", secondo un'idea centrale del lavoro di Paul Watzlawick. Anche la comunicazione non efficiente è una comunicazione. Rifiutare di comunicare è comunicare che non si vuole comunicare.
In questo senso si differenzia dalla Teoria dell'informazione, che può riguardare anche la comunicazione tra macchina e macchina. In ambito umano, per esempio, non esistono ridondanza o rumore, quel che viene comunicato in eccesso ha comunque valore connotativo.
I modi di comunicare sono numerosi e vari, come varie e numerose sono le informazioni che si possono trasmettere. Tuttavia, al di là di tanta varietà, è possibile individuare il meccanismo della comunicazione e le caratteristiche fondamentali che sono comuni a ogni atto comunicativo.
La relazione tra chi parla e chi ascolta è sempre bilaterale, nel senso che riguarda entrambi coloro che si relazionano al messaggio, possono scambiarsi di posto e si adattano a riconsiderare il codice comune (negli atti principali e reciproci di comprensione e apprendimento), sia a livello verbale sia a livello non verbale.
La teoria della comunicazione ha inoltre a che fare con la sociologia (formazione e conformazione alle norme sociali del linguaggio), l'estetica (accuratezza della forma), psicologia (relazioni interpersonali svolte attraverso gli atti e gli eventi comunicativi) ecc.

### Il principio di Shannon e Weaver
Claude Shannon e Warren Weaver, in ambito matematico, avevano elaborato nel 1949 una teoria matematica della comunicazione basata sugli esperimenti di trasmissione elettrica di informazioni.
Il loro schema prevede:
Fonte → codifica → canale → decodifica → Destinazione
ovvero: la fonte codifica un messaggio, che diventa un segnale (eventualmente privato di parte o tutta la ridondanza) che viaggia su un canale (che può introdurre rumore) e diventa segnale ricevuto, che va decodificato affinché diventi il messaggio ricevuto in forma comprensibile dal destinatario.

### Jakobson e le sei funzioni della comunicazione
Il linguista Roman Jakobson ha schematizzato sei aspetti fondamentali della comunicazione verbale, che sono tuttavia riconducibili anche ad altre forme di comunicazione, comprese quelle che utilizzano un linguaggio non verbale ma che si servono, ad esempio, di suoni o di gesti.
Egli ha individuato:
- un mittente (o locutore, o parlante) che è colui che invia
- un messaggio che è l'oggetto dell'invio
- un destinatario (o interlocutore), che riceve il messaggio, il quale si riferisce a
- un contesto (che è l'insieme della situazione generale e delle circostanze particolari in cui ogni evento comunicativo è inserito). Per poter compiere tale operazione sono necessari
- un codice che risulti comune a mittente e destinatario, e
- un contatto (o canale) che è una connessione fisica e psicologica fra mittente e destinatario, che consenta loro di stabilire la comunicazione e mantenerla.

Secondo Jakobson, ai sei fattori della comunicazione verbale corrispondono sei funzioni del linguaggio:
- la funzione referenziale (riferita al contesto)
- la funzione emotiva (riferita al mittente)
- la funzione conativa (riferita al destinatario)
- la funzione fàtica (riferita al contatto, o canale)
- la funzione poetica (riferita al messaggio)
- la funzione metalinguistica (riferita al codice).

Si ha funzione referenziale (puntamento verso ciò di cui si parla) quando, nel comunicare qualcosa, il parlante collega due serie di elementi: le parole con i referenti, compiendo un'operazione che è alla base del linguaggio, la referenza. Il parlante, per poter compiere questo processo, deve possedere una conoscenza extra-linguistica che gli permetta di comprendere e utilizzare il fenomeno della correferenza oltre che condividere il codice per una competenza testuale comune.
Si ha funzione emotiva quando il mittente cerca di mostrare, nel proprio messaggio, lo stato d'animo, utilizzando vari mezzi, come una particolare elevazione o modulazione del tono della voce, espressioni "forti" o alterazione del normale ordine delle parole.
Si ha funzione conativa (dal latino conari = intraprendere, tentare) o persuasiva quando il mittente cerca di influire sul destinatario, come mediante l'uso del vocativo o dell'imperativo.
Si ha funzione fàtica  (dal latino fari = pronunciare, parlare e dalla radice di grado forte "φα-" del verbo greco "φημί") quando ci si orienta sul canale attraverso il quale passa il messaggio e si cerca di richiamare l'attenzione dell'ascoltatore sul funzionamento dello stesso ("pronto?", "mi senti?", "attenzione, prova microfono!").
Si ha funzione poetica quando, orientandoci sul messaggio, si pone al centro dell'attenzione l'aspetto fonico delle parole, la scelta dei vocaboli e della costruzione formale. Questa funzione poetica non appare solamente nei testi poetici e letterari, ma anche nella lingua di tutti i giorni, nel linguaggio infantile o in quello della pubblicità.
Si ha funzione metalinguistica quando all'interno del messaggio sono presenti elementi che definiscono o ridefiniscono il codice stesso, come chiedere e fornire chiarimenti su termini, parole e grammatica di una lingua.
Queste funzioni non compaiono quasi mai isolatamente, e sono in potenza sempre presenti tutte, ma può accadere che un messaggio sia volutamente e contemporaneamente emotivo e conativo, oppure poetico ed emotivo.

### M.A.K. Halliday e le tre funzioni fondamentali nel linguaggio dell'adulto
M.A.K. Halliday, linguista britannico, individua nel linguaggio dell'adulto tre funzioni fondamentali:
- funzione ideativa, che serve per esprimere l'esperienza che il parlante possiede del mondo reale, compreso il suo mondo interiore;
- funzione interpersonale che permette l'interazione tra gli uomini e serve per definire le relazioni che intercorrono tra il parlante e l'interlocutore;
- funzione testuale che serve per costruire testi ben formati e adatti alla situazione cui si riferiscono.

Il fenomeno del linguaggio umano è complesso e inesauribile e molti sono gli studi ad esso riferiti, studi che inglobano e accomunano discipline diverse, non solo la linguistica, ma anche la psicologia, la sociologia, la filosofia, l'antropologia.

## Comunicazione narrativa
In narratologia, che studia la comunicazione narrativa e letteraria, il modello si complica con altre figure, per cui il mittente reale ha un mittente modello (la propria rappresentazione all'interno del testo) e un lettore modello (come si immagina sia il proprio lettore) diverso dal destinatario reale, il quale a sua volta ricostruisce un suo modello di autore.
Questi studi hanno coinvolto studiosi come Seymour Chatman, Gérard Genette, Umberto Eco e, in particolare nello studio dei personaggi Vladimir Propp, Claude Bremond, Gerald Prince, Algirdas Julien Greimas e altri.

## Comunicare in psicologia
Oltre ad avere contenuto, infatti, un atto di comunicazione ha un livello che può essere persino indifferente a cosa sta dicendo di per sé, ma che in genere è ben incastrato dentro il messaggio stesso, questo è il piano della relazione. La comunicazione quindi è un'interazione interpersonale e psicologica. Parlando si decidono le leadership, influenzando il rapporto tra i comunicanti.
Valgono in questo settore i concetti di classe, individuo, regola, ridondanza, persuasione, variazione lessicale, come usare o meno una sintassi condivisa, riferire termini tecnici o stabilire attraverso il linguaggio gerarchie e posizioni di privilegio, anche attraverso prossemica e cinesica.
Oltre a parlare di codice, si parla qui anche di repertorio linguistico,  come insieme di risorse che può essere impiegato o meno, e di patrimonio linguistico, come regole di interpretazione delle conoscenze comuni. In questo senso si considera, come a livello sociologico, la comunicazione come scambio, negoziato, offerta di inferenza e, come in estetica, di quali limiti siano accettabili nell'atteggiamento interpretativo.

## Comunicazione in pedagogia
Alcuni studi sulla comunicazione riguardano la formazione del linguaggio nei bambini, come si sviluppa dalle prime reazioni alla voce della madre ai propri suoni di lallazione, attraverso i processi di educazione e istruzione, fino alla competenza linguistica adulta.

## Comunicare in sociologia, etnografia e antropologia
Se comunicare è mettere in comune, esiste un ambito di analisi che riguarda la comunicazione come rapporto tra linguaggio e società, con la concezione rituale e di conservazione della società che attraverso la comunicazione instaura pratiche di conferma dei propri riti.
Insomma, la comunicazione avviene sempre all'interno di una situazione sociale. In questo senso si vedano gli studi di Erving Goffman o Barnett W. Pearce. E si consideri anche la funzione del dialetto e di altre comunità linguistiche.
Nelle relazioni dialogiche e possono esserci alternanza, in cui si parla selezionado linguaggi diversi, co-occorrenza, in cui nella conversazione si sovrappongono linguaggi diversi, o sequenza, in cui vige l'ordine di norme a cui riferirsi.
Anche nel rapporto con il potere (come suo strumento e nella relazione con il segreto), la comunicazione è un controllo sociale, con procedure di esclusione, verificabilità, organizzazione rituale delle discipline e indottrinamento coatto. In questo ambito gli studi di Michel Foucault possono fornire una prima analisi.

## Comunicazione tecnica
La comunicazione tecnica viene utilizzata per trasmettere informazioni scientifiche, ingegneristiche o di altro tipo. Individui in una varietà di contesti e con diverse credenziali professionali si impegnano nella comunicazione tecnica. Alcuni individui sono designati come comunicatori tecnici o scrittori tecnici. Queste persone utilizzano una serie di metodi per ricercare, documentare e presentare processi o prodotti tecnici. I comunicatori tecnici possono inserire le informazioni che acquisiscono in documenti cartacei, pagine Web, formazione basata su computer, testo, audio, video e altri media archiviati digitalmente. La Society for Technical Communication definisce il campo come qualsiasi forma di comunicazione che si concentra su argomenti tecnici o specializzati, comunica specificamente utilizzando la tecnologia o fornisce istruzioni su come fare qualcosa.

## Comunicazione e mass-media
È opinione di alcuni storici che senza i giornali né la rivoluzione francese né quella americana avrebbero avuto luogo. Infatti nel XVIII secolo entrarono in uso due concetti: quello di "opinione pubblica" e quello di "propaganda", che andarono crescendo e assestandosi all'interno della comunicazione pubblica fino alla prima guerra mondiale, quando non era segreto, ma aveva comunque il suo effetto, che ogni governo avesse un proprio ufficio di propaganda bellica. La manipolazione dell'opinione pubblica diventò dunque un'attività scientifica e vennero create varie teorie della comunicazione applicate a quella che venne definita la "psicologia di massa". Tra tecniche di marketing, studi sull'inconscio dei gruppi, orientamenti di tipo psicologico visivo e auditivo (complice lo sviluppo della radio e i regimi dittatoriali europei), gestione di informazioni per la creazione di opinion leader ecc. si arrivò persino a definire l'età dell'"uomo comune" intorno ai 13 anni.
Con la seconda metà del XX secolo, l'avvento della televisione e lo sviluppo della sociologia applicata ai mass media, le teorie della comunicazione di massa andarono sviluppandosi ulteriormente. Contributi decisivi vennero dati da Harold Innis, Walter J. Ong, Vance Packard, Marshall McLuhan, Erving Goffman, Noam Chomsky, e più recentemente Joshua Meyrowitz e Philippe Breton. In particolare la televisione venne accusata di essere uno strumento di perdita di controllo sociale da parte di altre istituzioni come la scuola, i partiti politici e le chiese. Filosofi come Karl Popper e politologi come Giovanni Sartori si trovarono d'accordo nel condannare la degenerazione culturale che passa in televisione, ritenuto uno strumento pericoloso di consenso artificiale e omologazione.
Solo con il nuovo millennio e i canali tematici delle televisioni non più di monopolio, come pure con l'accesso globale attraverso i satelliti e soprattutto con internet, si è spostata l'attenzione dal "pericolo" televisivo a nuovi studi di comunicazione, con la creazione di dipartimenti universitari di media studies e lo scambio di teorie scientifiche sulla comunicazione attuale, su come viene modellato il nostro senso del mondo anche attraverso l'informazione incontrollata, essendo l'eccesso di disponibilità una nuova preoccupazione.